# Adenanthos pamelus
Adenanthos pamelus là một loài thực vật có hoa trong họ Quắn hoa. Loài này được E. Nelson miêu tả khoa học đầu tiên năm 1986.